# Ferrovia Pordenone-Aviano
La ferrovia Pordenone-Aviano, detta anche ferrovia della Comina, è stata una linea ferroviaria italiana mai ufficialmente attivata e completata solo nel primo tratto, utilizzato in seguito come raccordo.
La ferrovia Pordenone-Aviano nacque come linea per scopi commerciali, ma il progetto venne poi preso in mano dalle autorità militari, che fecero costruire nel 1916 un tratto di 3325 metri tra la ferrovia Udine-Venezia presso la stazione di Pordenone e il campo di aviazione della Comina. Nel 1920 i lavori ripresero, ma vennero bloccati dopo poco tempo. Nel 1931 il Ministero dei Lavori Pubblici decretò di bloccare i lavori affermando che la ferrovia non sarebbe stata utile. Il tratto completato, tra Pordenone e Comina, utilizzato come raccordo, fu dismesso tra il 1950 e il 1951.Il Bivio si trovava alla PK 75,120 di RFI. Da Google Maps è ancora visibile il raccordo. Il Bivio si chiamava Bivio Zanussi fino al 1951 e dal 1951 Raccordo Zanussi. La Ferrovia venne sempre considerata come raccordo ferroviario ed utilizzata durante la Seconda Guerra Mondiale per deportare i prigionieri nella zona della Comina. Di fatto vennero utilizzati i primi 3,5 Km. 

## Caratteristiche
| Continuation backward |

| Station on track |

| Unknown route-map component "CONTgq" | Unknown route-map component "xABZgr" |  |

| Unknown route-map component "exHST" |

| Unknown route-map component "exBHF" |

|  |  | Unknown route-map component "exABZg+l" | Unknown route-map component "exCONTfq" |  |

| Unknown route-map component "exBHF" |

| Unknown route-map component "CONTgq" | Unknown route-map component "xABZg+r" |  |

| Station on track |

| Continuation forward |